# The Pokémon Company
The Pokémon Company (株式会社ポケモン, Kabushiki Gaisha Pokemon) (TPC) — японська компанія, яка відповідає за управління брендом, виробництво, публікацію, маркетинг і ліцензування франшизи Pokémon, яка складається з програмного забезпечення для відеоігор, карткової гри аніме, телесеріалів, фільмів, манґи, домашніх відео, товарів та інших підприємств. Він був заснований завдяки спільним інвестиціям трьох компаній, які володіють авторськими правами на Pokémon: Nintendo, Game Freak і Creatures. Він був заснований у квітні 1998 року для роботи магазинів Pokémon Center в Японії, а потім розширився на всю франшизу в жовтні 2000 року, коли він перейменував свою поточну назву. Штаб-квартира компанії розташована в Roppongi Hills Mori Tower в Роппонґі, Мінато, Токіо.
Компанія має окремі дочірні компанії, які здійснюють операції в різних частинах світу, а Pokémon Company International підтримує території за межами Азії та відповідає за управління брендом, ліцензування, маркетинг, колекційну карткову гру Pokémon, мультсеріал, домашні розваги, і офіційний сайт Pokémon на територіях за межами Азії.
З 2001 року компанія Pokémon займається публікацією всіх відеоігор Pokémon в Японії, тоді як Nintendo займається розповсюдженням і публікацією по всьому світу. Обидві компанії співпрацюють у сфері локалізації, виробництва, контролю якості та інших аспектів. Компанія несе виключну відповідальність за публікацію та ліцензування мобільних ігор Pokémon, на відміну від консольних ігор, де їй допомагає Nintendo.

## Історія

Міжнародна філія The Pokémon Company

У 1998 році Nintendo, Creatures і Game Freak заснували The Pokemon Center Company (ポケモンセンター株式会社, Pokemon Sentā Kabushiki gaisha), щоб ефективно керувати магазинами Pokemon Center в Японії. Після того, як Pokémon Gold і Silver стали популярні, вони отримали багато торгових пропозицій з усього світу. Компанії були зацікавлені у співпраці з брендом Pokémon. У той час Цунекадзу Ісіхара був особою, відповідальною за затвердження ліцензованих продуктів. Через величезний обсяг продуктів Ісіхара вважав, що це занадто багато роботи для однієї людини. Водночас, щоб франшиза продовжувалася, Ісіхара хотів і далі розширювати франшизу з довгостроковими цілями, такими як продовження серіалу, аніме та випуск фільму щороку. Тоді було вирішено, що потрібна нова організація, щоб об'єднати всі напрямки управління брендом.
Це змусило три компанії перетворити The Pokémon Center Company на The Pokémon Company, щоб ще більше розширити сферу діяльності, відповідальність і сфери діяльності. За словами Сатору Івати, створення The Pokémon Company було одним із його перших проєктів у Nintendo.
Управління магазинами Pokémon Center все ще є опорою для компанії. Загалом є магазини в 11 місцях: Саппоро, Тохоку (Сендай), Токіо, Скайтрі Таун (Ошіаге), Токіо-Бей (Тіба), Йокогама, Нагоя, Кіото, Осака, Хіросіма та Фукуока.
Відділення в Сполучених Штатах (Pokémon USA, Inc.) було відкрито у 2001 році, щоб займатися ліцензуванням за кордоном в Америці. Nintendo Australia відповідає за ліцензування та маркетинг продуктів Pokémon в Австралії та Новій Зеландії, оскільки The Pokémon Company не має австралійського відділення.
З 2001 року майже всі продукти Pokémon представлені як «©Pokémon» у підтвердженні авторських прав разом зі звичайними трьома «©Nintendo», «©GAME FREAK inc.» та «©Creatures Inc.». Ці три компанії також володіють усіма торгових марок, пов'язаних із Pokémon, у Японії, тоді як Nintendo є єдиним власником торгових марок, пов'язаних із Pokémon, в інших країнах. Ліцензійні іграшки виготовляються третіми та сторонніми компаніями, такими як Tomy та Jazwares.
У жовтні 2001 року 4Kids Entertainment придбала 3 % акцій The Pokémon Company за нерозголошену суму. Вони ліквідували цю частку через 4 роки за 960 000 доларів США.
У 2006 році було засновано Pokémon Korea Inc. для управління діяльністю компанії в Південній Кореї. Його штаб-квартира знаходиться в Сеулі.
У 2009 році Pokémon USA і Pokémon UK об'єдналися в The Pokémon Company International, яка займається операціями з покемонами в США та Європі під керівництвом Кендзі Окубо. Офіс компанії в Сполучених Штатах знаходиться в Беллв'ю, штат Вашингтон, а офіс у Великобританії знаходиться в Лондоні. Деякі операції в Австралії контролюються Nintendo Australia.
Pokémon Center Co., Ltd. була заснована в серпні 2011 року для управління брендом Pokémon Center і магазинами в Японії. Його діяльність включає управління магазинами Pokémon Store і Pokémon Center, обслуговування торгових автоматів Pokémon Stand і керування Pokémon Center Online, а також нагляд за розробкою та виробництвом японської торгової марки Pokémon Center. Йоміомі Уего зараз є президентом і генеральним директором.
У квітні 2022 року The Pokémon Company International оголосила про придбання Millennium Print Group за нерозголошену суму. Поліграфічна компанія вже виготовляє та пакує картки для Pokémon Trading Card Game з 2015 року після партнерства з The Pokémon Company. Цей крок не матиме значного впливу на повсякденне виробництво Millennium, оскільки компанія все ще працює як окрема юридична особа; Натомість компанія Pokémon надаватиме «інвестиційну та галузеву експертизу», одночасно допомагаючи Millennium у розширенні своїх можливостей та інфраструктури.
1 червня 2022 року було оголошено, що творець Pokémon і співзасновник Game Freak Дзюн'їті Масуда залишив компанію та перейде в The Pokémon Company на посаду під назвою Chief Creative Fellow, більше займаючись франшизою в цілому, а не просто відеоіграми.

## Список робіт

### Ігри
- Серії відеоігор Pokémon
- Колекційна карткова гра Pokémon
- Гра Pokémon Trading Figure

### Аніме
- Аніме-серіал про Покемонів
- Список фільмів про Покемонів[en]

### Книги
- Список манги про Покемонів[en]
- Список книг про Покемонів[en]

### Фільми
- Покемон. Детектив Пікачу